# Instituto Nacional de Deportes, Educación Fisica y Recreación
Instituto Nacional de Deportes, Educación Física y Recreación (Viện Thể thao, Giáo dục Thể chất và Giải trí Quốc gia), hay INDER, là cơ quan chịu trách nhiệm phát triển thể thao, giáo dục thể chất và giải trí ở Cuba.
Bộ thể thao đầu tiên ở Cuba được thành lập sau khi Fulgencio Batista lên nắm quyền vào thập niên 1930. Batista bèn bổ nhiệm viên sĩ quan phụ tá của mình là Đại tá Jaime Mariné lên làm người đứng đầu cơ quan mang tên Dirección General Nacional de Deportes (DGND), hay Ban Chỉ đạo Thể thao Quốc gia.
Ở hình thức hiện tại, INDER được thành lập sau Cách mạng Cuba vào ngày 23 tháng 2 năm 1961, theo Luật 936 và do Manuel González Guerra lãnh đạo. Trụ sở quốc gia tọa lạc tại Coliseo de la Ciudad Deportiva ở La Habana.
Tháng 3 năm 1962, cơ quan mới này đã yêu cầu Nghị quyết cấm bất kỳ môn thể thao chuyên nghiệp nào được luyện tập trên đảo quốc này, nhằm mục đích thúc đẩy việc luyện tập lành mạnh và ngăn chặn hệ thống buôn bán trong thể thao.